# Bousculade du Nouvel An 2015 à Shanghai
La bousculade du Nouvel An 2015 à Shanghai est une bousculade qui s'est produite le 31 décembre 2014, à la suite de mouvements de foule parmi les personnes massées pour le Nouvel An à Shanghai, en Chine. 36 personnes ont perdu la vie et 49 autres ont été blessées. La bousculade a eu lieu 25 minutes avant minuit sur le Bund, la célèbre promenade le long du Huangpu. Des personnes ont été mortellement piétinées.

## Victimes
La plupart des personnes blessées ou décédées sont de sexe féminin. Les dix premières victimes identifiées sont âgées de 16 à 36 ans. Une enquête a été ouverte pour élucider les causes de l'accident, a indiqué la mairie, précisant que les dirigeants de la municipalité ont demandé que « tous les efforts possibles » soient faits pour soigner les 49 blessés, dont 13 grièvement. Les blessés ont été transportés dans au moins trois hôpitaux de la ville.
Le 2 janvier, 33 victimes ont été identifiées, selon le gouvernement local. Une liste des victimes publiée par le gouvernement montre que la plus jeune victime identifiée était âgée de 12 ans. Les autorités de Shanghai ont vérifié les identités des 36 morts. 34 étaient des habitants de la partie continentale de la Chine, un venait de Taïwan et un autre était un ressortissant malaisien.
Au 4 janvier 2015, 24 personnes sont sorties de l'hôpital, tandis que 25 autres sont toujours en observation médicale. Parmi les blessés toujours hospitalisés, 7 souffrent de blessures sévères et un se trouve dans un état critique, a fait savoir Wu Jinglei, porte-parole de la Commission municipale de la santé et de la planification familiale de Shanghai.
| Nationalité | Morts |
| ----------- | ----- |
| Chine       | 34    |
| Taïwan      | 1     |
| Malaisie    | 1     |

## Cause
Des médias locaux avaient attribué dans un premier temps la bousculade à un lancer de faux dollars depuis une boîte de nuit située en haut d'un immeuble, mais plusieurs témoins, ont mis en doute cette version des faits. La police chinoise a par ailleurs démenti cette information. 
Selon les forces de l’ordre, ces prospectus promotionnels pour une boîte de nuit ont bien été lancés, mais plusieurs dizaines de mètres plus loin et 12 minutes après la bousculade.
Selon des témoins, l'endroit où s'est produite la tragédie se trouvait plutôt du côté de la rivière Huangpu et non près de l'immeuble en question. Selon Han Zheng, secrétaire du Comité du Parti communiste chinois pour la municipalité de Shanghai, l'enquête reste toujours en cours  et les fonctionnaires responsables seront sanctionnés.

## Conséquences

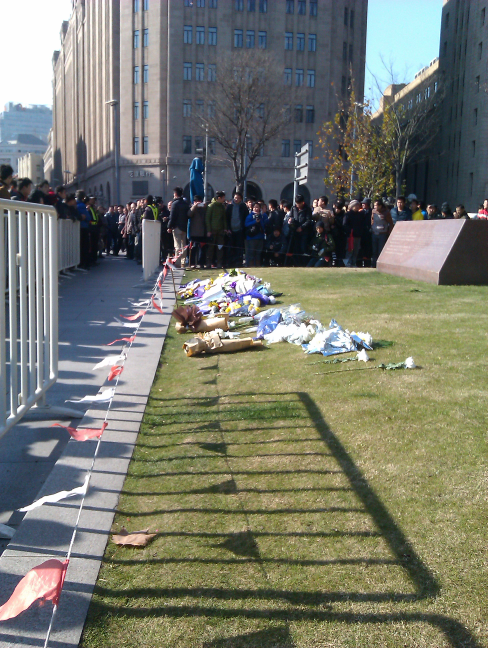
Rassemblement à Shanghai en mémoire des victimes.

Le président chinois Xi Jinping a ordonné au lendemain de la tragédie, l'ouverture d'une enquête immédiate sur la bousculade et a demandé au gouvernement municipal de Shanghai de tout faire pour soigner les blessés et gérer de manière appropriée les suites de cet accident. Il a appelé également à tirer une grande leçon de cette catastrophe.
Le gouvernement a décidé d'annuler toutes les activités de célébration du Nouvel An, le 1er janvier.
L'agence Chine nouvelle a estimé que le drame était « un signal d'alarme rappelant à la deuxième économie mondiale qu'elle était toujours un pays en développement, avec une gestion fragile des affaires sociales. Des incidents similaires avec de si lourds bilans sont rares dans les pays développés », a-t-elle ajouté. 
Des hommages spontanés se déroulaient le 2 janvier 2015 à Shanghai en hommage aux victimes, des jeunes femmes pour la plupart. Une centaine de personnes se sont rassemblées ce jour-là sur le Bund.
Le 21 janvier 2015, les autorités locales ont annoncé des sanctions contre 11 officiels. Quatre d’entre deux, dont le secrétaire du Parti communiste chinois (PCC) du district de Huangpu, Zhou Wei, et son adjoint, ont été démis de leurs fonctions. Ils ont en commun d’appartenir à l’administration de ce quartier central, qui a autorité sur la promenade emblématique de Shanghaï, le Bund, théâtre de la tragédie.
Le 25 janvier 2015, le maire de Shanghai a déclaré que la bousculade de Shanghai est le résultat de « négligences coupables » et que les « responsables ont eu à répondre de leurs actes conformément à la loi ».